# Curt Kirkwood

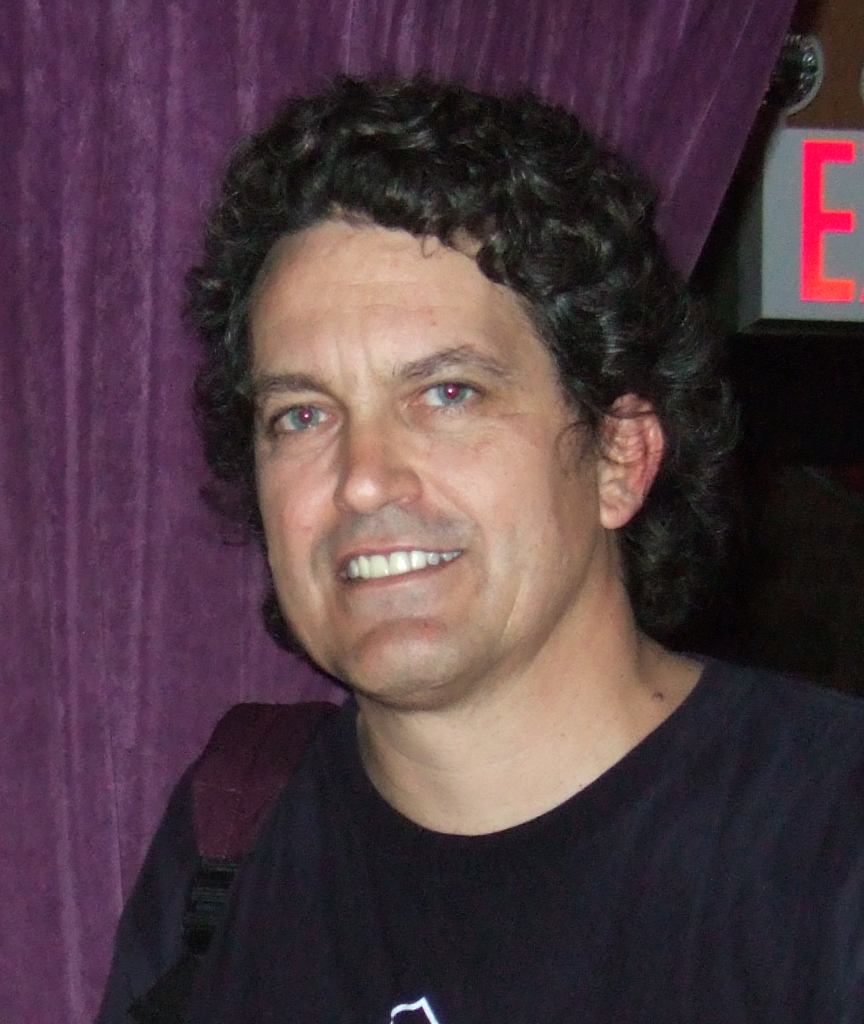
Curt Kirkwood, 2006

Curt Matthew Kirkwood (* 10. Januar 1959 in Amarillo, Texas) ist ein US-amerikanischer Songwriter, Sänger und Gitarrist. Er ist der Frontmann und Gründungsmitglied der Alternative-Rock-Band Meat Puppets, die durch das MTV-Unplugged-Konzert mit Nirvana 1993 auch international bekannt wurde.
Kirkwood wuchs in Phoenix, Arizona, auf. Nachdem er in verschiedenen Mainstream-Bands gespielt hatte, rief er 1980 mit seinem Bruder Cris am Bass und dem Schlagzeuger Derrick Bostrom die Meat Puppets ins Leben. Das Trio brachte elf Alben heraus. 1996 lösten sie sich auf, doch Curt belebte die Meat Puppets mit Kyle Ellison (g), Andrew Duplantis (b) und Shandon Sahm (dr) wieder, um 2000 ein weiteres Studioalbum (Golden Lies) aufzunehmen. Danach tourte er eine Weile allein, bevor er zusammen mit Ex-Nirvana-Bassist Krist Novoselic und dem Schlagzeuger von Sublime Bud Gaugh die Band Eyes Adrift gründete. Sie brachten 2002 ein gleichnamiges Album heraus und tourten in den USA, bevor sie sich auflösten. Curt formierte dann eine weitere Band, Volcano, veröffentlichte wiederum ein Album und stieg dann aus. Sein Soloalbum Snow wurde im Oktober 2005 herausgebracht. 2006 fanden sich Cris und Curt wieder zusammen, um mit Tim Alexander (zuvor Primus) die Meat Puppets wieder auf die Bühne zu bringen. Seitdem erschien eine Reihe neuer Alben.
Curt lebt in Austin, Texas. Er ist Vater von Zwillingen, sein Sohn Elmo spielt inzwischen bei den Meat Puppets mit.